# Karl Tschierschky
Karl Gustav Hugo Tschierschky, född 15 mars 1906 i Friedenshütte, död 18 september 1974 i Roses, var en tysk SS-officer. Inom ramen för Heim ins Reich var han år 1940 delaktig i omflyttningen av bessarabientyskar till Tyska riket. Året därpå var han ställföreträdande befälhavare för Sonderkommando 1a inom Einsatzgruppe A, en mobil insatsgrupp som opererade i Lettland och Estland.